# 소코이노촌
소코이노촌(底井野村)은  후쿠오카현 온가군에 있던 촌이다. 현재의 나카마시의 일부에 해당한다.

## 역사
- 1889년 4월 1일 - 정촌제 시행에 의해 온가군 3촌, 구라테군 1촌의 구역으로 온가군 소코이노촌이 성립하였다.
- 1932년 3월 1일 - 나카마정에 편입해, 동일 소코이노촌은 폐지되었다.